# Kidatemba (vattendrag i Karuzi)
Kidatemba är ett vattendrag i Burundi.   Det ligger i provinsen Karuzi, i den centrala delen av landet, 90 kilometer öster om huvudstaden Bujumbura.
Omgivningarna runt Kidatemba är en mosaik av jordbruksmark och naturlig växtlighet. Runt Kidatemba är det ganska tätbefolkat, med 160 invånare per kvadratkilometer.